# Bis EP
Bis – EP polskiego rapera KęKę wydany 23 kwietnia 2021 nakładem wytwórni Takie Rzeczy Label. Album był dostępny w sprzedaży w fizycznej wersji tylko w przedsprzedaży razem z innym wydawnictwem rapera, płyty Siara

## Lista utworów
| Nr | Tytuł utworu        | Tekst       | Producent        | Czas |
| -- | ------------------- | ----------- | ---------------- | ---- |
| 1  | "Nie mieliśmy nic"  | Piotr Siara | Sergiusz, 2K     | 3:14 |
| 2  | "Bajka"             | Piotr Siara | PLN.Beatz        | 3:04 |
| 3  | "Byłem"             | Piotr Siara | Worek            | 3:54 |
| 4  | "Kara"              | Piotr Siara | Worek, Qsonbeats | 3:15 |
| 5  | "Bardzo długi list" | Piotr Siara | ADZ              | 3:49 |